# Фрідріх Франц II (великий герцог Мекленбург-Шверінський)
Фрідріх Франц II (нім. Friedrich Franz II., 28 лютого 1823 — 15 квітня 1883) — вояк прусської армії, великий герцог Мекленбург-Шверінський у 1842—1883 роках.

## Біографія

### Дитинство та юність
Фрідріх Франц народився в останній день зими, 28 лютого 1823 року, у Людвіґслустському замку. Він був первістком в родині кронпринца Мекленбург-Шверінського Пауля Фрідріха та його дружини Александріни Прусської.
Хлопчик з'явився на світ за дев'ять місяців після весілля батьків і за п'ять днів після 20-річчя матері. Згодом в родині народилися молодший син Вільгельм та донька Луїза.
Мекленбург-Шверіном в той час правив їхній прадід Фрідріх Франц I. Дід з боку матері, Фрідріх Вільгельм III, був королем сусідньої Пруссії.

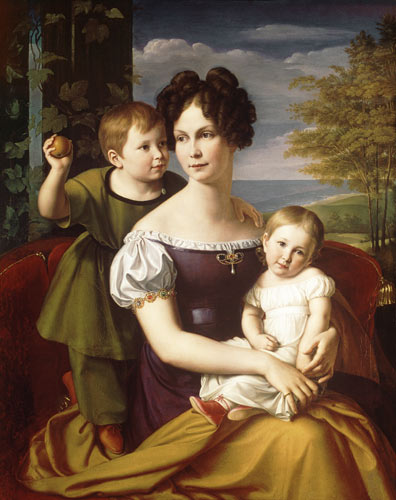
Фрідріх Франц у віці 2 років із матір'ю та сестрою Луїзою

Дитинство Фрідріха Франца проходило у Людвігслусті при дворі прадіда. У 1837 році той помер і новим великим герцогом став батько хлопця. Пауль Фрідріх із родиною переїхали до Шверіна, якому було повернуто статус столиці.
Фрідріх Франц перебував на новому місці недовго: вже восени, 14-річним хлопчаком він виїхав до Дрездена, отримувати подальшу освіту. У Блохманнському інституті він пробув до липня 1840, коли здав письмові та усні іспити екзаменаційній комісії. 15 жовтня він був присутній в Берліні на урочистостях з приводу дня народження нового короля, Фрідріха Вільгельма IV, що доводився йому дядьком. Принц записав у своєму щоденнику, що є враженим «непохитною вірою, на якій заснований прусський престол». 5 листопада він вступив до Боннського університету, де викладали найкращі професори того часу. Із особливим захопленням вивчав «Германію» Тацита. Під час канікул робив тривалі мандрівки Нідерландами та Італією. В університетські роки Фрідріх Франц відзначався гостинністю, невибагливістю, юнацькою веселістю. Був дуже комунікабельним і жваво спілкувався не лише з іншими студентами, а й з боннським товариством, професорськими колами, офіцерами гарнізону та представниками міської англійської громади. Товариська вдача, в майбутньому, часто допомагала йому в політичних цілях.
1 березня 1842 року принца викликали з Бонна до ліжка помираючого батька. Він прибув якраз вчасно. Проте, 7 березня, Пауль Фрідріх помер. Новим правителем країни став Фрідріх Франц.

### Початок правління
Новий великий герцог прийняв на себе важкий тягар влади, будучи ще недосвідченим 19-річним юнаком. Роки становлення для нього ще не були завершеними. Молодий правитель болюче відчув недостатність зрілості та всебічної освіти. Інколи він думав зректися корони. Та вже за кілька років його стан змінився. У 1848 році Фрідріх Франц писав другу дитинства: «Я в порядку. Відчуваю себе так добре, як може, відчувати лідер, що виконав обов'язок діяльності: багато праці, багато гіркого досвіду, кілька радісних годин, постійні печаль та тривога, турбота про теперішнє та майбутнє, оскільки ми керуємо вітчизною в суворий час».
За цей час в країні почалася розбудова залізниці. В ході переговорів щодо її будівництва, герцог був з візитом у Російській імперії, де царював його двоюрідний дід Микола I. Тоді Франц Фрідріх провів у Росії майже місяць. Наступного, 1844, року він відвідав Константинополь та Італію.

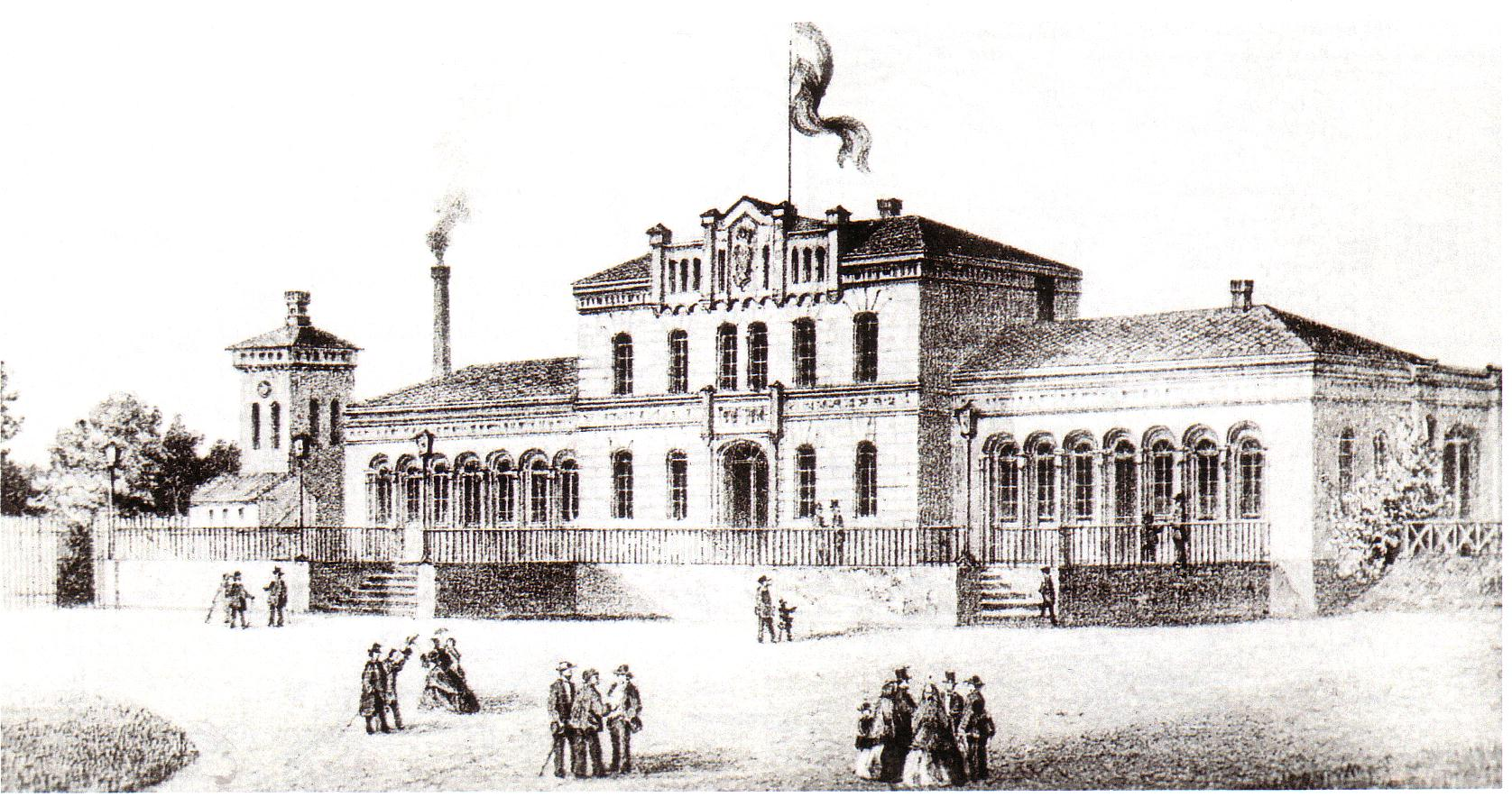
Залізничний вокзал у Шверіні, 1847

Закладка дороги була здійснена 1844 року поблизу Людвігслуста. Перша гілка Берлін—Гамбург, що проходила територією Мекленбург-Шверіна, була введена в експлуатацію у грудні 1846. Її планування надихнуло на створення власних залізниць. 1845 року була заснована Мекленбурзька залізнична компанія. Її завданням стало будівництво лінії з Хаґенова до Ростока із відгалуженням на Ґюстров. 10 березня 1846 року була отримана бажана концесія, 1 травня 1847 року запрацювала перша ділянка Хаґенов—Шверін, 12 липня 1848 року гілку протягли до Вісмара, а 13 травня 1850 року вся лінія була готова. Залізничний вокзал у місті Росток було вирішено назвати вокзалом Фрідріха Франца (Friedrich Franz Bahnhof).
Пауль Фрідріх хотів бачити свою резиденцію поруч із міським театром, проте її будівництво тривало лише кілька місяців. Фрідріх Франц після смерті батька наказав припинити роботи. Відновлені вони були лише 1847 року, проте тепер замок мав розміщуватися поруч, на острові посеред Шверінського озера. У старому ж саду 1849 року був встановлений пам'ятник Паулю Фрідріху.
Розробка плану Шверінського замку була доручена Георгу Адольфу Деммлеру, який використав елементи з планів Готфріда Земпера та Фрідріха Августа Штюлера. Надихаємий французькими палацами часів Ренесансу, Деммлер пропрацював на замком до 1851 року. Після цього він був відсторонений через політичну діяльність. Його місце зайняв Фрідріх Штюлер. Саме він виконав глибоку нішу на фасаді, в якій встановлено кінну статую родоначальника Мекленбурзького дому, Ніклота. Остаточно замок був завершений у 1857.
Під час революції 1848—1849 років у Мекленбурзьких герцогствах виникли численні реформаторські об'єднання. Восени були проведені вибори, на основі яких утворилися перші демократичні збори депутатів, що мали на меті привести Мекленбург до конституційного ладу. Це було можливо лише за умови об'єднання Мекленбург-Шверінського та Мекленбург-Штреліцького великих герцогств в одне ціле. Фрідріх Франц Мекленбург-Шверінський був готовий до компромісу. Проте, Георг Мекленбург-Штреліцький не підтримував демократичні реформи. Тож у серпні 1849 року новостворена ліберальна конституція була затверджена великим герцогом Фрідріхом Францем II, а 10 жовтня 1849 — набрала чинності лише на території Мекленбург-Шверіна. Однак, за Фрайєнвальдським судовим рішенням від 14 вересня 1850 року, винесеним після розгляду справи за позовом герцога Георга, конституція відмінялася, країни залишалися окремими та поверталися до колишніх законів.
У 26 років Фрідріх Франц II зробив пропозицію принцесі Ройсс-Кестриць Августі, в яку закохався ще юнаком. Заручини відбулися 25 липня 1849 року. Наречена була на рік старшою від нього. Весілля зіграли 3 листопада 1849 року у Людвігслусті. За два тижні до цього, там же, побралася із князем Віндіш-Грец, рідна сестра великого герцога, Луїза. Демонстративна відсутність належних урочистостей на святі шлюбу правителя трохи засмучувала присутніх. За два роки народився їхній первісток, якого на честь батька назвали Фрідріхом Францем. У подружжя народилося шестеро дітей.
Августа була побожною, благочестивою та милосердною жінкою, що активно займалася справами благодійності. Із Фрідріхом Францем вони виглядали «Ідеалом супутників життя». Великий герцог був надзвичайно щасливим в сімейному колі.
Разом подружжя прожило дванадцять років. 3 березня 1862 року Августа померла. Причини її смерті були достеменно не відомими. За офіційною версією, вона пішла з життя через хворобу серця. Однак, існують припущення, що вона хворіла на туберкульоз, який і передався їхньому старшому сину. Великий герцог був страшенно спустошений і дуже важко переживав втрату дружини. Щоб якось прийти до тями, він виїхав з країни і відвідав Англію та Францію.
За два роки Фрідріх Франц II одружився з удвічі молодшою за нього Анною Гессенською, єдиною донькою кронпринца Карла Гессенського. Він познайомився із нею, коли поїхав на князівські збори у Франкфурті. Своєю благочестивістю та боязким характером юна принцеса нагадала йому першу дружину. Заручини відбулися 10 грудня 1863. Церемонія весілля пройшла 12 травня 1864 року у Дармштадті. Нареченому був 41 рік, нареченій — 20. Після урочистостей подружжя оселилося у Шверінському замку. За одинадцять місяців у них народилася їхня єдина донька. За тиждень після народження дитини велика герцогиня пішла з життя від пологової гарячки. Для чоловіка це стало приголомшливим ударом, оскільки трапилось так раптово. Перша дружина у нього померла після тривалої хвороби.

### Подальші роки

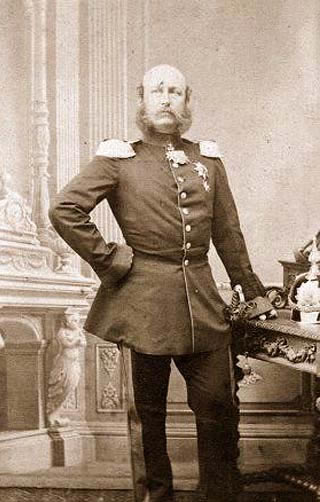
Фрідріх Франц у 1851 році

Великий герцог дуже цікавився питаннями армії. 1849 року була заключена військова конвенція з Пруссією. Сам Фрідріх Франц II регулярно відвідував маневри своїх військ. 1855 вийшов військовий кодекс, а 1856 — закон про наймання рекрутів, розроблені за аналогічними прусськими моделями.
У 1859 році в країні почалася епідемія холери. Правитель, не зважаючи на ризик, відвідував постраждалі міста, заходив до лікарень і надихав людей власною мужністю.
Від 1 жовтня 1863 року у Мекленбург-Шверіні почало діяти нове податкове законодавство.
Під час Другої шлезвізької війни 1864 року Вільгельм I запропонував великому герцогу Мекленбург-Шверінському очолити корпус прусських військ, проте, той відмовився. З одного боку він побоювався захоплення узбережжя Мекленбурга данськими військами, а з іншого — король Данії Крістіан IX був його другом. Тож Фрідріх Франц II під час військових дій перебував у штабі Фрідріха фон Врангеля.
У 1866 році, під час Австро-прусської війни, підтримував Пруссію. 21 червня у Мекленбург-Шверіні була оголошена мобілізація військ. За три тижні армія була готова до виступу. Фрідріха Франца було запрошено до штаб-квартири Вільгельма I, куди він прибув якраз вчасно, щоб побачити битву під Садовою. Згодом, взявши на себе ініціативу, командував військами, що займали Лейпціг та брали в облогу Нюрнберг, який великий герцог зробив своєю штаб-квартирою. 30 серпня він оголосив про відхід військ, а 20 вересня — на чолі своїх загонів, разом з усією прусською армією, урочисто увійшов до Берліна.
1867 року велике герцогство приєдналося до Північнонімецького союзу, що був федеративним об'єднанням незалежних держав північної Німеччини. Керівну роль в ньому відігравала Пруссія. Законодавча влада правителя Мекленбург-Шверінського стала обмеженою, всі сфери адміністрації — підпорядковані федеральному уряду. В той же час, фінансовий стан країни покращився, цьому сприяло приєднання у 1868 році до Митного союзу.
Сумуючи за дружиною, Фрідріх Франц II, не став влаштовувати свята з приводу 25-річчя свого царювання. Натомість, він прийняв запрошення імператора Наполеона III відвідати Всесвітню виставку у Парижі. Прямуючи туди, у Детмольді, по дорозі від свого друга Леопольда Ліппе, він познайомився із принцесою Марією Шварцбург-Рудольштадт. Дівчина сильно приваблювала його, водночас герцог бажав дати дітям матір. Тож наступного року відбулося їхнє весілля. Пара побралася 4 липня 1868 у Рудольштадті. Фрідріху Францу було 45 років, Марії — 18. У них народилося четверо дітей:
В ході Франко-прусської війни 1870—1871 років був командиром 6-ї кавалерійської дивізії, у складі 14-ї та 15-ї бригад. Від 1 вересня 1870 року став генералом XIII армійського корпусу. 11 вересня виступив на з'єднання з основними силами армії біля Парижа, по дорозі зайняв Реймс, де розмістив свою штаб-квартиру, і Шалон. Взяв в облогу фортецю Туль, яка пала 23 вересня. 16 жовтня його військами був узятий Суассон.
Кілька разів Фрідріх Франц навідував Версаль, де жив із своїм сином. Востаннє, коли він там перебував, Вільгельм I, що очолював прусське військо, зробив небожа одним з верховних головнокомандувачів. В його розпорядження, після взяття Аржантея, були передані одна із звільнившихся бригад 4-го корпуса, 1-й баварський корпус, 17 та 22 стрілецькі дивізії, а також 2 та 4 кавалерійські, що утворили особливу армійську групу.
Герцог Мекленбурзький мав взяти Дре на заході від Парижа, що і було зроблено ввечері 17 листопада. Після цього генерал-фельдмаршал Фрідріх Карл Прусський виказав побажання наступу армійської групи великого герцога через Ле-Ман на Тур, де в той час перебував уряд. Великий герцог із військом вирушив до Ножан-ле-Ротру, де очікував зустріти сильний опір, але французи вже залишили місто. Тож сюди надійшов новий наказ йти до селища Божансі на з'єднання із 2-ю армією. 27 листопада у Бонневалі війська з'єдналися. Для встановлення єдності у військових діях герцога Мекленбурзького підпорядкували Фрідріху Карлу Прусському.
2 грудня мекленбурзькі загони взяли участь у бою при Луаньї-Пупрі із французами, яких очоювали генерали Шанзі та Соні. Баталія йшла із змінним успіхом, проте увечері німці здобули перемогу, відтіснивши ворога до лісу.
3 та 4 грудня йшли бої під Орлеаном. Вже після опівночі герцог Мекленбурзький вступив у місто.
7 грудня він почав переслідування французів. Під його командуванням перебувало 19 000 чоловік піхоти, 8000 кінних вершників та 200 гармат. Протистояла йому 2-га Луарська армія під командуванням Альфреда Шанзі. Фрідріх Франц атакував французів по всьому фронту, зайняв містечко Мен, де знаходилась переправа через Луару, і змучив ворога відступити до селища Божансі. Наступного дня наступ продовжився, проте, через значну чисельну перевагу французів та розтягнутість фронту атаки німців, до вечора вдалося лише закріпитися на лінії Краван—Бомон—Божансі. 9 грудня французи робили спроби контратак, але були відбиті за допомогою артилерії. До вечора з Орлеану підійшов на допомогу ще один німецький корпус. Наступного дня Шанзі із своїми військами відійшов до Вандому. Його відступ змусив уряд переїхати із Туру в Бордо. Низка цих боїв отримала назву битва при Божансі. Армійська група великого герцога не мала змоги переслідувати супротивника, оскільки була надзвичайно виснажена 6-тижневими щоденними переходами та сутичками, до того ж екіпірування було в жахливому стані. Тож з 18 грудня Фрідріх Франц дав військам кілька днів на відпочинок у селищах на лівому березі Луари.

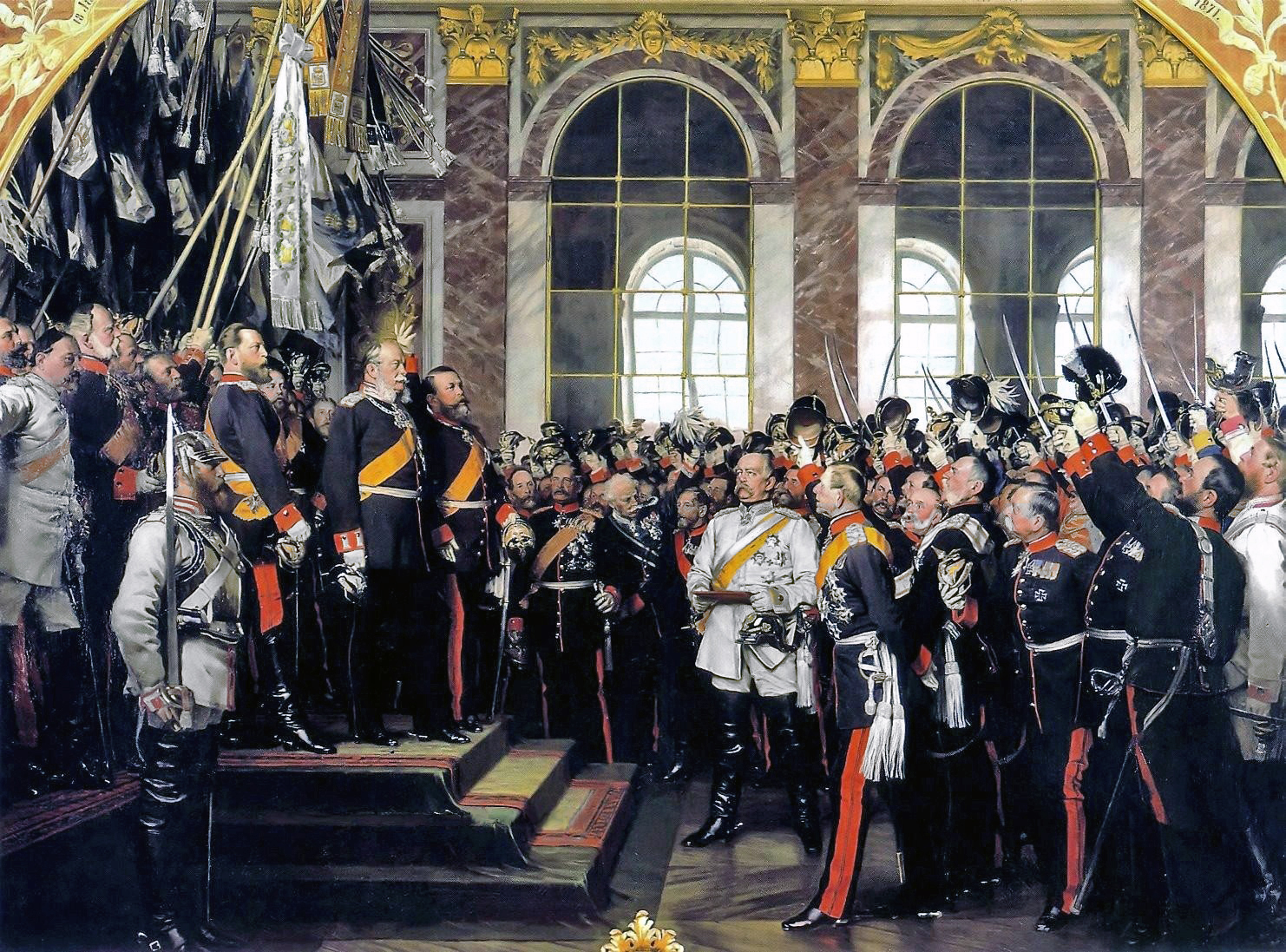
Проголошення німецької імперії

Очевидець писав, що ті, хто бачили великого герцога в ті часи, відчували силу та спокій, що йшли від нього навіть у найважчі години. Накази його були ясними та точними, вплив на солдат, як лідера, — безпомилковим.
18 січня у Версалі було проголошено створення Німецької імперії. Велике герцогство Мекленбург-Шверінське увійшло до її складу. Імператором став король Пруссії Вільгельм I.
Після капітуляції Парижа, військова частина Фрідріха Франца була розпущена. Під час зимового перемир'я великий герцог навідав Шверін, та невдовзі знову поспішив до Версалю. 14 червня 1871, на чолі своїх воїнів, остаточно повернувся до батьківщини.
Труднощі та важкі умови кампанії призвели до погіршення його здоров'я. Видимими були симптоми ревматизму. Лікарі радили правителю провести зиму на півдні. У грудні 1871 року Франц Фрідріх із дружиною та великим почтом виїхали до Єгипту та Святої землі. Їхня подорож тривала до травня 1872 року. Після цього великий герцог повернувся до виконання своїх обов'язків. Того року він був присутнім, як гість Вільгельма I, на зустрічі трьох імператорів в Берліні у вересні.
У 1873 році, вшановуючи військові заслуги герцога Мекленбург-Шверінського, імператор Вільгельм зробив його генерал-полковником від інфантерії у чині генерал-фельдмаршала.
1 лютого 1874 року Фрідріх Франц II скликав перший надзвичайний парламент, що засідав до 7 березня і розглядав, подані закони.
Період після франко-прусської війни став для герцога самим мирним часом в житті. Соціалістична агітація 1870-х років практично не зачепила Мекленбург. В біржову кризу 1873 країна теж не попала.
Під час правління Фрідріха Франца будувались та оновлювались церкви, створювались нові школи під його опікою, будинки для сліпих та розумово відсталих дітей. Була покращена підготовка вчителів. Для майбутніх моряків заснували навігацьку школу. Правитель слідкував за розвитком науки, сприяв розвитку університету Ростока.
Великий герцог часто подорожував, відвідував курорти, союзні та дружні двори. Двічі побував у Сакт-Петербурзі, коли старша донька у 1874 році одружувался з великим князем та старший син у 1879 брав за дружину російську велику княжну.
У квітні 1883 року після пожежі у Шверіні, герцог захворів на запалення легень і 15 квітня помер у 60-річному віці. 21 квітня Фрідріха Франца II поховали у Шверінському соборі.
Народ оплакував свого правителя, оскільки дуже любив і шанував його за виняткову відданість обов'язку, велику доброту серця, незвичайну особисту приязність та щиру побожність. Марія пережила чоловіка на 39 років. Вона померла у Гаазі, куди їздила навідати молодшого сина, 22 квітня 1922 року.

## Родина

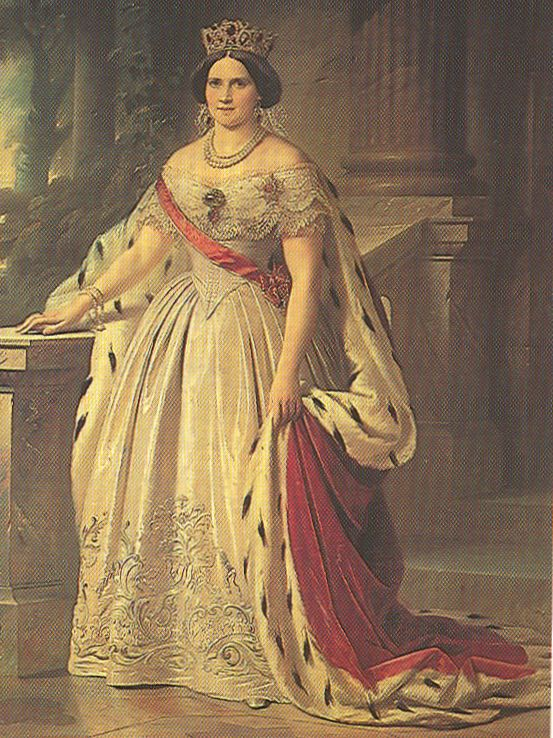
Августа Ройсс-Кестріцька

Дружина — Августа, принцеса Ройсс-Кестрицька
Діти:
- Фрідріх Франц (1851—1897) — наступний великий герцог Мекленбург-Шверінський, був одружений із великою княжною Російської імперії Анастасією Романовою, мав трьох дітей;
- Пауль Фрідріх (1852—1923) — герцог Мекленбург-Шверінський, генерал кінноти мекленбурзької армії, був одружений із Марією Віндіш-Грецькою, мав четверо дітей;
- Марія Александріна (1854—1920) — дружина великого князя Російської імперії Володимира Романова, мала п'ятеро дітей;
- Миколай (1855—1856) — помер немовлям;
- Йоганн Альбрехт (1857—1920) — регент Мекленбург-Шверіна у 1897—1901, регент Брауншвейга в 1907—1913, генерал кінноти прусської армії, був двічі одружений, дітей не мав;
- Александр (13 серпня 1859) помер відразу після народження.

Дружина — Анна Гессенська
Діти: 
- Анна Матильда (1865—1882) — померла у віці 16 років від хвороби легень;

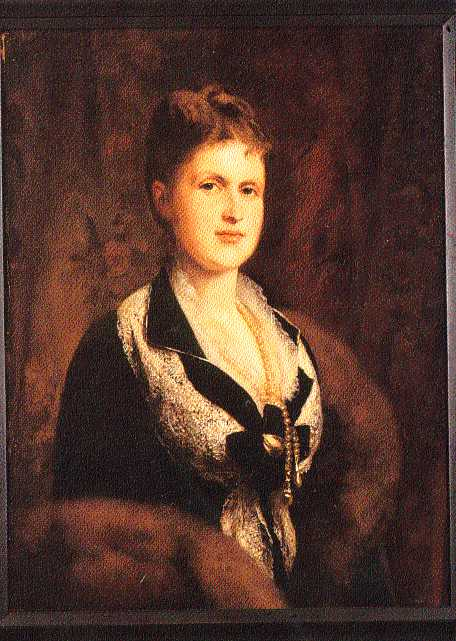
Марія Шварцбург-Рудольштадтська

Дружина — Марія Шварцбург-Рудольштадтська.
- Єлизавета Александріна (1869—1955) — дружина останнього герцога Ольденбурзького Фрідріха Августа II, мала п'ятеро дітей;

- Фрідріх Вільгельм (1871—1897) — офіцер імперського флота, загинув у віці 26 років під час шторму в Куксгафені, одружений не був, дітей не мав;
- Адольф Фрідріх (1873—1969) — дослідник Африки, губернатор Того (1912—1914), задуманий правителем Об'єднаного Балтійського герцогства у 1918, член Міжнародного олімпійського комітету (1926—1956), перший президент національного Олімпійського комітету Німеччини (1949—1951), був двічі одружений, мав єдину доньку від першого шлюбу;
- Генріх Владимир (1876—1934) — принц-консорт Нідерландів, чоловік королеви Вільгельміни, мав із нею доньку Юліану.

## Нагороди

### Німецька імперія

#### Мекленбург-Шверінське герцогство
- Орден Вендської корони, великий хрест з короною в руді і ланцюгом
- Хрест «За військові заслуги» (Мекленбург-Шверін) (5 серпня 1948) — засновник нагороди.

#### Ганноверське королівство
- Орден Святого Георгія (Ганновер) (1842)
- Королівський гвельфський орден, великий хрест (1842)

#### Велике герцогство Баденське
- Орден Вірності (Баден) (1844)
- Орден Церінгенського лева, великий хрест (1844)
- Орден Військових заслуг Карла Фрідріха, великий хрест (1871)

#### Баварське королівство
- Орден Святого Губерта (1856)
- Військовий орден Максиміліана Йозефа, великий хрест

#### Прусське королівство
- Орден Чорного орла з ланцюгом
- Орден Червоного орла, великий хрест з мечами
- Королівський орден дому Гогенцоллернів, великий командорський хрест
- Орден Святого Йоанна (Бранденбург), почесний командор
- Pour le Mérite з дубовим листям
  - орден (9 серпня 1866)
  - дубове листя (5 грудня 1870)
- Залізний хрест 2-го і 1-го класу
- Великий хрест Залізного хреста (4 грудня 1871)

#### Вюртемберзьке королівство
- Орден «За військові заслуги» (Вюртемберг), великий хрест (30 грудня 1870)
- Орден Вюртемберзької корони, великий хрест (1871)

#### Інші країни і доми
- Орден дому Саксен-Ернестіне, великий хрест (травень 1840)
- Орден Рутової корони (Саксонське королівство; 1842)
- Орден Білого Сокола, великий хрест з мечами (Велике герцогство Саксен-Веймар-Айзенаське)
  - орден (8 жовтня 1843)
  - мечі (1871)
- Орден Золотого Лева Нассау (липень 1858)
- Орден Заслуг герцога Петра-Фрідріха-Людвіга, великий хрест із золотою короною і мечами (Велике герцогство Ольденбурзьке)
  - орден (8 жовтня 1843)
  - мечі (31 грудня 1870)
- Орден Людвіга (Гессен), великий хрест (25 грудня 1843)
- Орден Золотого лева (Гессен-Кассельське ландграфство; 14 березня 1864)
- Орден Альберта Ведмедя, великий хрест з мечами (Ангальтське герцогство; 19 вересня 1864)
- Орден Генріха Лева, великий хрест (Брауншвейг-Люнебурзьке герцогство)

### Російська імперія
- Орден Андрія Первозванного (6 березня 1842)[8]
- Орден Святого Олександра Невського
- Орден Білого орла
- Орден Святої Анни 1-го ступеня
- Орден Святого Георгія 3-го ступеня (№ 515; 8 жовтня 1870)

### Італійське королівство
- Вищий орден Святого Благовіщення
- Орден Святих Маврикія та Лазаря, великий хрест
- Орден Корони Італії, великий хрест

### Інші країни
- Орден Слона (Данія; 5 квітня 1842)
- Королівський угорський орден Святого Стефана, великий хрест (Австрійська імперія; 1844)
- Орден Карлоса III, великий хрест (Іспанія; 24 вересня 1865)
- Орден Спасителя, великий хрест (Грецьке королівство)
- Орден Золотого лева Нассау, великий хрест (Нідерланди)
- Орден «Османіє» 1-го ступеня (Османська імперія)
- Орден Вежі й Меча, великий хрест (Португальське королівство)

## Увічнення

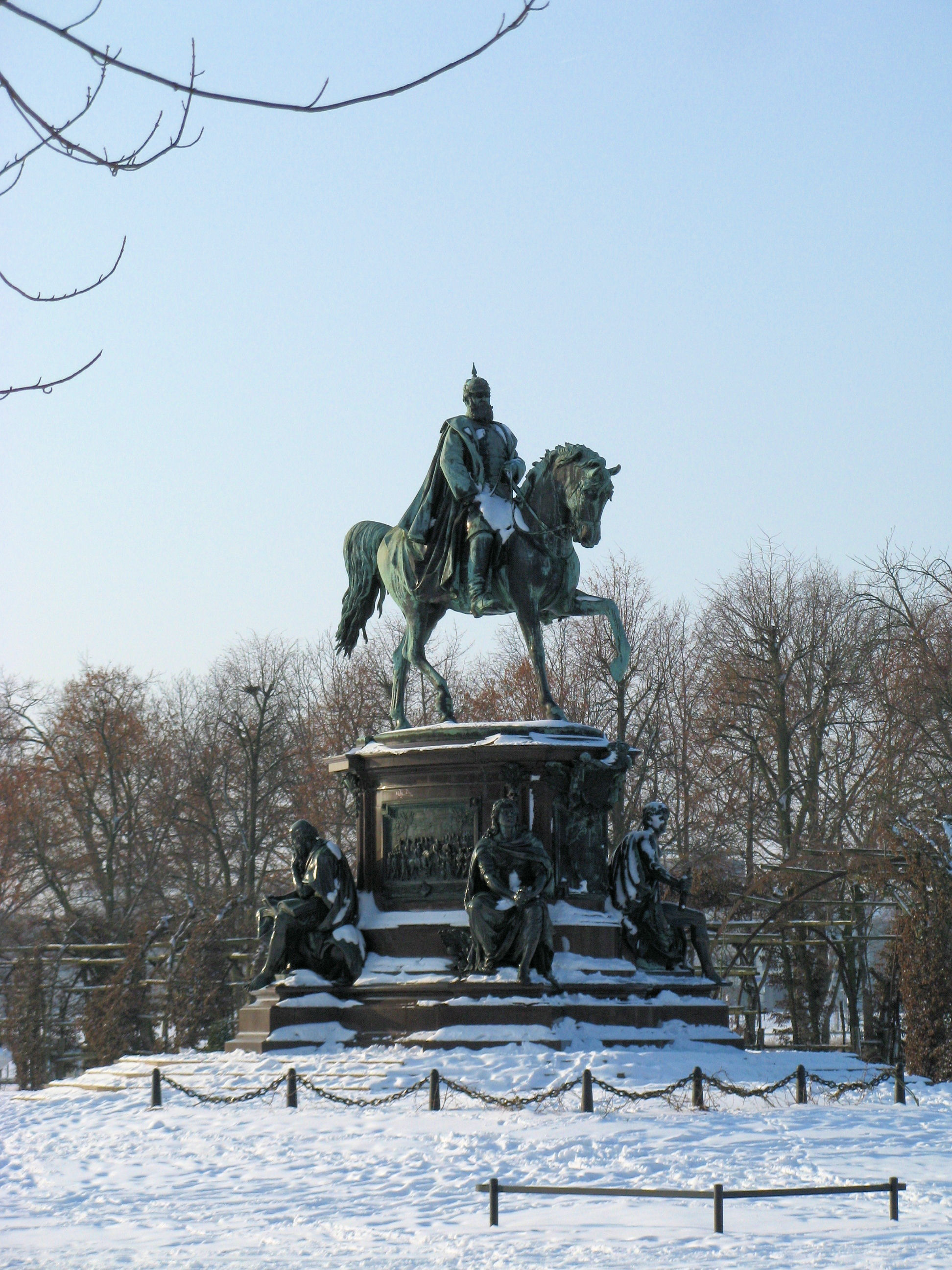
Кінна статуя з бронзи у саду Шверінського замку

- 1856 — меморіальная дошка в Гоген-Дахштайні;
- 1877 — рельєф з пісковика на військовому меморіалі 1870/71 рокам у Мальхіні роботи Адольфа Зігфріда (зруйнований);
- 1885 — бюст з пісковика у Дьоміці роботи Пауля Мовітца (зруйнований);
- 1885 — бронзовий рельєф на військовому меморіалі 1870/71 рокам у Любці роботи Людвіга Брунова;
- 1887 — бронзовий бюст монастирі Зонненкамп у Нойклостері роботи Гуго Бервальда (зруйнований);
- 1890 — бронзовий бюст на військовому меморіалі 1870/71 рокам у Пенцліні (зруйнований);
- 1892 — мідна статуя на фасаді вищого земельного суду в місті Росток роботи Людвіга Брунова;
- 1893 — кінна статуя з бронзи у саду Шверінського замку роботи Людвіга Брунова;
- 1893 — бронзовий рельєф на військовому меморіалі 1870/71 рокам у Лаге роботи Германа Гульцша;
- 1895 — бронзовий рельєф на військовому меморіалі 1870/71 рокам у Швані роботи Германа Гульцша;
- 1897 — бронзовий рельєф на військовому меморіалі 1870/71 рокам у Феллані (зруйнований);
- 1898 — бюст у вежі Кайзера Вільгельма в Ессен-Штоппенберзі роботи Людвіга Брунова (зруйнований);
- 1902 — бюст у Залі Слави Згожеліца роботи Людвіга Брунова (зруйнований);
- 1913 — бронзовий рельєф на військовому меморіалі 1870/71 рокам в Даргуні (зруйнований).

## Цікаві факти
- 1876 року у великому герцогстві була випущена срібна монета номіналом у 2 марки. На її аверсі було зображено портрет великого герцога Фрідріха Франца II та літеру «А», що позначувала монетний двір Берліна. На реверсі — герб країни із малим орлом. Тираж монети становив 300 000 екземплярів. З кінця квітня до середини листопада 1918 ці монети були в ходу на території України[9], під час перебування на її території австро-німецьких військ.